# Остерман Андрій Іванович
Андрій Іванович Остерман (спр. Генріх Йоганн Фрідріх Остерман, нім. Heinrich Johann Friedrich Ostermann; 30 травня (9 червня) 1686, Бохум, Священна Римська імперія — 20 (31) травня 1747, Березов, Тобольська губернія, Російська імперія) — російський державний та політичний діяч німецького походження, граф, віцеканцлер Російської імперії, в часи правління Анни Іванівни керував всією зовнішньою політикою Російської імперії. Після приходу до влади Єлизавети Петрівни заарештований, підданий опалі та висланий у Сибір, де й помер.  

## Початок кар'єри
Син протестанського пастора. В юності вчився в Єнському університеті, але покинув там навчання через дуель. З 1704 року — на російській службі. Перебравшись в Росію досить добре вивчив російську мову, через що в 1707 році став перекладачем Посольського приказу. Із 1710 року — секретар Посольського приказу. В той же час познайомився з Петром I і швидко став одним з його найвірніших соратників. У 1711 році брав участь у Прутському поході, у 1713 році вів переговори з шведськими представниками. 
У 1721 році брав участь в укладенні Ніштадтського мирного договору зі Швецією, за що отримав титул барона. У 1723 році уклав російсько-перський торговий договір. У 1723 — 1725 роках — віцепрезидент Колегії закордонних справ. 
Активно підтримував прихід до влади Катерини I. За її правління у 1725 році став віцеканцлером, президентом Коммерц-колегії і членом Верховної таємної ради. Фактично Остерман очолив всю зовнішню політику Російської імперії. У 1726 році уклав військово-політичний союз із Австрією. Із 1727 року — вихователь імператора Петра II. 

## На чолі російської зовнішньої політики
У 1730 році брав активну участь у приведенні до влади імператриці Анни Іванівни, дуже швидко став довіреною особою імператриці, отримав від неї титул графа. За пропозицією Остермана було засновано кабінет міністрів. 
За правління Анни Іванівни Остерман очолював всю зовнішню політику Російської імперії. Він дотримувався проавстрійського вектору, намагався впливати на ситуацію в Речі Посполитій та в Курляндії. Із 1734 року — президент Колегії закордонних справ. На цій посаді виступав проти війни з Османською імперією, натомість пропонував втрутися у справи Речі Посполитої. 
У 1732 році провів реформу флоту. В Архангельську було відновлено порт та суднобудівні верфі. 

## Опала і смерть
Після смерті Анни Іванівни деякий час продовжував зберігати свої посади за Бірона та Анни Леопольдівни. Але після палацового перевороту в листопаді 1741 року і приходу до влади Єлизавети Петрівни позбавлений всіх посад і заарештований. Був звинувачений у спробі усунення Єлизавети Петрівни від престолу та роздачу державних постів іноземцям. Був засуджений до колесування, але в день страти, 18 січня 1742 року, імператриця замінила її пожиттєвим засланням в Сибір. Разом з дружиною був засланий у Березов, де й помер від подагри. 

## Сім'я
Був одружений з Марфою Іванівною Стрешньовою, від якої мав дочку Анну і трьох синів: Петра, Федора та Івана.

## Нагороди
- Орден Андрія Первозванного
- Орден Святого Олександра Невського
- Орден Чорного орла (Пруссія)